# 10-я добровольческая пехотная бригада СС «Ландсторм Недерланд»
10-я добровольческая пехотная бригада СС «Ландсторм Недерланд» (нем. 10. SS-Freiwilligen-Grenadier-Brigade "Landstorm Nederland") — тактическое соединение войск СС нацистской Германии, состоявшее из голландских добровольцев. Была создана путём переформирования подразделения «Ландсторм Недерланд» в ноябре 1944 года. Понеся тяжёлые потери в оборонительных боях на территории Голландии, бригада была расформирована, а её остатки в феврале 1945 года стали ядром для формирования 34-й добровольческой пехотной дивизии СС «Ландсторм Недерланд».

## История

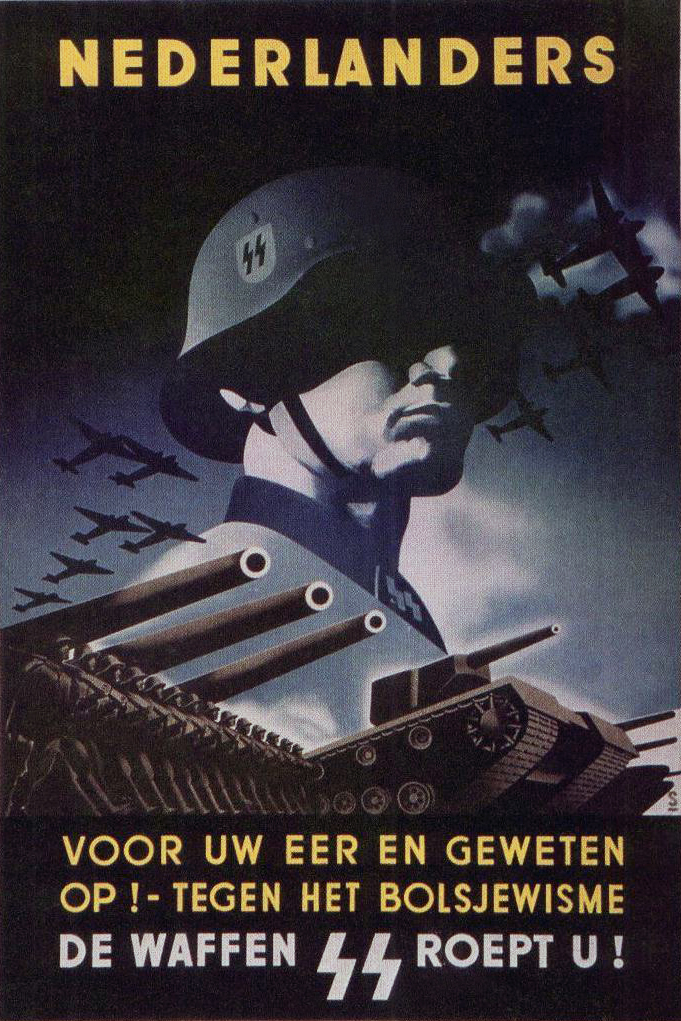
Агитационный плакат, призывающий голландцев служить в войсках СС

В марте 1943 г. для борьбы с Сопротивлением, руководство голландского Национал-социалистического движения создало подразделение «Ландвахт Недерланд». В его состав принимались члены всех коллаборационистских полувоенных формирований в возрасте от 17 до 55 лет. 30 мая 1943 г. подразделение приняло присягу, а с июня чины «Ландвахта» стали обучаться инструкторами войск СС в Хертогенбосе, Вугте, Рурмонде и Хугевине. К осени из партийного подчинения «Ландвахт» перешёл в распоряжение высшего руководителя СС и полиции «Северо-Запад». 16 октября название «Ландвахт» было заменено на «Ландсторм».
С конца 1943 г. части «Ландсторма» стали привлекаться к участию в операциях против голландского Сопротивления. К началу высадки союзников в Нормандии, в составе «Ландсторма» находилось три пехотных батальона, которые были расположены в Рyрмонде. В сентябре 1944 г. два более боеспособных батальона были отправлены на фронт в северную Бельгию. В Бельгии голландцы были использованы для обороны Альберт-канала. 1-й батальон был расположен в Мерксеме, а 2-й в Хасселте. Под напором наступающих сил союзников оба батальоны начали отступление на территорию Голландии и к середине октября достигли района Велюве. Тем временем третий батальон был в середине сентября 1944 г. отправлен в Арнем. По прибытии он был подчинён 9-й танковой дивизии СС «Хоэнштауфен». Вместе с этой дивизией батальон участвовал в уничтожении десантов польских и английских парашютистов. В начале ноября «Ландсторм» был переформирован в добровольческую пехотную бригаду СС «Ландсторм Недерланд» (голландская № 2). В составе бригады было два пехотных полка 83-й и 84-й, а также различные вспомогательные подразделения, получившие номер 60. 83-й полк был сформирован из первых двух батальонов полка «Ландсторм», а 84-й из 3-го батальона полка «Ландсторм Недерланд» и охранного батальона «Нордвест». После завершения переформирования части бригады заняли оборону у рек Ваал и Рейн. В феврале 1945 г. бригада была официально переименована в 34-ю добровольческую пехотную дивизию СС «Ландсторм Недерланд» (голландскую № 2).

## Местонахождение
- с ноября 1944 по февраль 1945 (Нидерланды)

## Подчинение
- 89-й армейский корпус 19-й армии группы армий «H» (ноябрь 1944 — февраль 1945)

## Командиры
- штандартенфюрер СС Мартин Кольрозер (5 ноября 1944 — 10 февраля 1945)

## Состав
- 83-й добровольческий пехотный полк СС (3-й голландский) (SS-Freiwilligen-Grenadier-Regiment 83 (Niederlandische Nr.3))
- 84-й добровольческий пехотный полк СС (4-й голландский) (SS-Freiwilligen-Grenadier-Regiment 84 (Niederlandische Nr.4))
- 60-й артиллерийский дивизион СС (SS-Artillerie-Abteilung 60)
- 60-я противотанковая батарея СС (SS-Panzerjäger-Batterie 60)
- 60-я зенитная батарея СС (SS-Flak-Batterie 60)
- 60-й сапёрная рота СС (SS-Pionier-Kompanie 60)
- 60-я рота связи СС (SS-Nachrichten-Kompanie 60)
- 60-я санитарная рота СС (SS-Sanitäts-Kompanie 60)
- 60-я рота продовольственного обеспечения СС (SS-Wirtschafts-Kompanie 60)
- 60-й отряд материального обеспечения СС (SS-Nachschub-Truppen 60)
- 60-й отряд снабжения СС (SS-Versorgungs-Truppen 60)
- 60-й полевая запасная рота СС (SS-Feldersatz-Kompanie 60)